# Luis Araquistáin
Pour les articles homonymes, voir Araquistáin.
Luis Araquistáin Quevedo, né à Bárcena de Pie de Concha, dans la province de Santander, le 18 juin 1886, et mort le 8 août 1959 à Genève, est un journaliste, écrivain lié à la Génération de 14, diplomate et homme politique républicain espagnol.

## Biographie
Né à Bárcena de Pie de Concha, en Vieille-Castille, le 18 juin 1886, Luis Araquistáin est pilote nautique de profession.

### Journaliste, écrivain et homme politique
Ayant rejoint le monde du journalisme, il dirige les revues España, de 1915 à 1923, et Leviatán de 1934 à 1936.
Il adhère au PSOE pendant la Première Guerre mondiale et s'intéresse fortement à la politique et à la démocratie en Espagne.
Homme de gauche, il fait partie en 1919 de la délégation de l'UGT, avec Francisco Largo Caballero et Fernando de los Ríos, à la Conférence du Travail de Washington.
Il est également auteur de romans et de pièces de théâtre. Durant la dictature de Primo de Rivera, il est le correspondant d'El Sol, journal du socialisme libéral dirigé par Manuel Aznar, qui publie ses chroniques sur la révolution mexicaine.
Il est le représentant du socialisme démocratique lors de la rédaction de la Constitution espagnole de 1931. Il est considéré comme le théoricien de la radicalisation du PSOE durant la Seconde République espagnole, dirigeant de l'aile gauche socialiste, partisan du marxisme et du concept de dictature du prolétariat.
Il est élu député en 1931 pour la Biscaye.
De mars 1932 à mai 1933, il est ambassadeur d'Espagne en Allemagne, après l'historien Américo Castro.

### Guerre d'Espagne,France-Navigationet exil
Lors de la guerre d'Espagne, il est nommé, en septembre 1936, ambassadeur en France par le gouvernement de Francisco Largo Caballero.
Il se charge notamment de l'achat des armes pour approvisionner l'Armée populaire de la République. C'est à son initiative qu'est créée en 1937 France-Navigation. Ayant son siège boulevard Hausmann, à Paris, cette compagnie maritime, à laquelle participent le militant italien Giulio Ceretti et les résistants français Georges Gosnat, Marguerite Dardant et Francine Fromond, vient en aide aux républicains espagnols dans leur lutte contre les nationalistes.
Après la guerre d'Espagne et l'arrivée au pouvoir de Franco, il doit s'exiler, d'abord en Grande-Bretagne, puis en Suisse.
Il meurt à Genève le 8 août 1959.